# Petrovice (Týniště nad Orlicí)
Petrovice (německy Groß Petrowitz) jsou vesnice, část města Týniště nad Orlicí v okrese Rychnov nad Kněžnou. Nachází se asi tři kilometry severozápadně od Týniště nad Orlicí. Prochází zde silnice I/11 a železniční trať Velký Osek – Choceň, na které je na okraji vesnice železniční zastávka Petrovice nad Orlicí. Na trati se nachází zastávka jedna ze dvou posledních hlásek v ČR. Petrovice leží v katastrálním území Petrovice nad Orlicí o rozloze 12,57 km². V katastrálním území Petrovice nad Orlicí leží i Petrovičky.

## Přírodní poměry
Vesnice stojí ve Orlické tabuli u hranice přírodního parku Orlice. Podél jižní hranice katastrálního území protéká řeka Orlice, jejíž tok a přilehlé pozemky jsou součástí přírodní památky Orlice. Severně od vesnice leží přírodní památka Týnišťské Poorličí a přírodní rezervace U Houkvice, v níž roste památný strom dub za Velkou Houkvicí.